# Réti Iringó
Réti Iringó (Marosvásárhely, 1977 –) magyar színésznő, Albu Erzsébet és  Réti Árpád lánya.

## Életpályája
Marosvásárhelyen született, 1977-ben. Édesanyja Albu Erzsébet bábművész, édesapja Réti Árpád színművész. Szüleivel 1988-ban települt át Magyarországra.
A Színház- és Filmművészeti Egyetemen Békés András színész-bábszínész tagozatán végzett 1999-ben.
Játszott a debreceni Csokonai Színházban, a nyíregyházi Móricz Zsigmond Színházban, a tatabányai Jászai Mari Színházban, illetve a Trafóban, a berlini Maxim Gorki Színházban is. 

## Fontosabb színházi szerepei
- William Shakespeare: Szentivánéji álom... Heléna
- William Shakespeare: Othello, a velencei mór... Emilia
- Anton Pavlovics Csehov: Platonov... Marja Jefimovna Grekova, fiatal lány
- Mihail Afanaszjevics Bulgakov: Molière... Marietta Rivaille (Marianne)
- Jevgenyij Lvovics Svarc: A király meztelen... Nevelőnő; Költő; Bolond; 2. udvarhölgy
- Federico García Lorca: Vérnász... Favágó
- Giovanni Battista Pergolesi: Livietta és Tracolo... Livietta
- Sławomir Mrożek: Özvegyek... Harmadik özvegy
- Molnár Ferenc: Játék a kastélyban... Annie
- Molnár Ferenc: Az üvegcipő... Ilona
- Spiró György: Kvartett... Nő
- Darvasi László: Argentína... Matild, titokzatos hölgy
- Szabó Magda: Sziluett (Vörösmarty-medalionok)... Adél, Perczel Sándor lánya
- Osztovits Cecília – Göran Tunström: Karácsonyi oratórium... Tessa
- David Rogers – Henry Fielding: Tom Jones... szereplő
- Daniel Defoe – Claire	Luckham – Fábri Péter: Moll Flanders – A szépséges tolvajnő... szereplő
- Kelemen Kristóf: Megfigyelők... Rózsa Erzsi

## Filmek, tv
- Milza (2011)
- Hi Fonyód (2013)
- Fa – Tree (2014)
- Jófiúk (2019)
- Mintaapák (2020)